# Madiba (mini-série)
Pour l’article homonyme, voir Madiba.
Il s'appelait Mandela (Madiba) est une série télévisée américaine en trois épisodes de 42 minutes créée par Kevin Hooks et diffusée du 1er au 15 février 2017 sur BET. Elle est basée sur la vie et les luttes du Président Sud-Africain, Nelson Mandela.

## Synopsis
En Afrique du Sud, le combat pour l'égalité des noirs par l'ANC et Nelson Mandela, de son enfance, jusqu'à son emprisonnement.

## Distribution
- Laurence Fishburne (VF : Thierry Desroses) : Nelson « Madiba » Mandela
- Orlando Jones : Oliver Tambo
- David Harewood : Walter Sisulu
- Michael Nyqvist (VF : Pierre-François Pistorio) : Hendrik Verwoerd
- Terry Pheto (VF : Maïk Darah) : Winnie Madikizela-Mandela
- Jason Kennett : Joe Slovo
- Kate Liquorish : Ruth First
- Hlomla Dandala : Govan Mbeki
- Meren Reddy : Ahmed Kathrada
- Kajal Bagwandeen : Amina Cachalia
- David Butler (VF : Jean-Michel Vovk) : John Vorster
- Richard Lukunku (VF : Vincent de Bouard) : Robert Sobukwe
- Susan Danford (VF : Fabienne Loriaux) : Betsie Verwoerd
- James Gracie : Hendrik van den Bergh
- Armand Aucamp : Warder Prinsloo
- Garth Breytenbach : Warder Brand
- Mark Elderkin : Trevor Huddleston
- Grant Swanby : Bram Fischer

- Version française
  - Société de doublage :
  - Directeur artistique : Jay Walker
  - voix aditionnelles : Jean-Michel Vovk, Robert Guilmart, Nicolas Matthys, Alain Eloy, Marcha Van Boven

 Source et légende : version française (VF) sur RS Doublage

## Épisodes
1. Fauteur de trouble (Part 1: Troublemaker and Defiance)
2. Résistance (Part 2: Spear of the Nation and Total Strategy)
3. La lutte armée (Part 3: Brains Not Blood and A New World)
4. Prison à vie (Part 4: inconnu)
5. Free Mandela (Part 5: inconnu)
6. Mandela président (Part 6: inconnu)